# فصوص‌الحکم
کتاب فُصوص یا فُصوص‌الحِکَم اثر  ابن عربی از کتب مشهور عرفان نظری است.
فُصوص جمع واژه «فَص» است. یکی از معانی آن نگین است؛ اما فقط این معنا را ندارد. "ابن منظور"، در "لسان العرب"، و جمعی دیگر برای واژه "فص" چند معنا ذکر کرده اند که از جملۀ این معانی: اصل و جوهره هر چیز، جدا کردن، تفصیل دادن، مفصل، نگین انگشتر، بخشی از هر چیز، است. "ابن فارس"، در "مقاییس اللغة"، معنای "فص" را در اصل به معنای"فصل" می داند و معانی دیگر این ریشه را به این معنا بر می گرداند. هریک از این معانی که ذکر شد در مورد "فصوص الحکم" صادق است و ابن عربی به همۀ این معانی نظر دارد.
این اثر با وجود حجم اندکش، مهم‌ترین اثر ابن عربی است که در اواخر عمرش به رشته تحریر درآمده است. این کتاب ۲۷ فص دارد و هر فص به منزله یک فصل است. هر فص مشتمل بر حکمت‌هایی است که به یکی از پیامبران نسبت داده شده‌است. البته، مقصود ابن عربی از این پیامبران نمونه نوعی است و از مقامات و ویژگی‌های کلی چنین افرادی در گذشته و آینده بحث می‌کند و هدف او بررسی تاریخی افرادی معین به صورت خاص نیست. وی در مقدمه این کتاب تصریح کرده‌است که آنچه در این کتاب نگاشته است همان چیزی است که پیامبر اسلام وی را به نگارش آن امر کرده‌است و فصوص الحکم را در رؤیا به ابن عربی داده است و وی را مأمور کرده‌است که آن را به اهلش ارائه کند.
کتاب فصوص الحکم در واقع،  کتابی است که به هستی و انسان از منظر وحدت وجود، می‌نگرد و به سالک می‌آموزد که چگونه در عین حال که نگاه وحدت‌بین دارد تفاوت‌های افراد و استعدادهای گوناگون آن‌ها را هضم کند؛ و در ضمن، در آینۀ پیامبران، ویژگی‌های خودش را دریابد و به خودشناسی برسد.
یکی از اشکالاتی که مخالفان ابن عربی و مخالفان کتاب فصوص مطرح می‌کنند این است که ابن عربی در این کتاب، در مواردی، رفتارها و نگرش‌های پیامبران را مورد نقد قرار می‌دهد؛ اما  همان طور که گفته شد، پیامبرانی که ابن عربی نام می‌برد به عنوان نمونه نوعی به آن‌ها می‌نگرد؛ و البته کسی که معنای وحدت وجودِ ابن عربی را درک نکند فقط با خواندن فصوص نمی‌تواند به درک سخنان ابن عربی دست یابد. از این رو، درکِ وحدت وجود ابن عربی، شرط لازم برای فهمِ کتاب فصوص است.
این اثر در باب اسرار الهی و وحدت وجود، و در اسرار انبیاء و رسل مبیّنه و حقایق ثلاثهٔ وجودیه: خدا، هستی و انسان. و رابطه انسان با هستی و با خالق هستی. فصوص حکمت الهیه در کلمت آدم، شیث، نوح، ادریس، ابراهیم، اسحاق، اسمعیل، یعقوب، یوسف و هود و هفده پیامبر دیگر؛ و در آن از احدیت گفته است؛ و حکمت آن که خود احدیت ذاتی است، احدیت الهی است، و احدیت ربوبی.

## تصحیح‌های نُسَخ خطی فصوص الحکم
- تصحیح ابوالعلا عفیفی

عفیفی در سال 1946 م تصحیح را به پایان رساند که بارها در مصر و دیگر کشورها منتشر شده است. تصحیح او روشمنداست اما متاسفانه مصحّح فقط از سه نسخۀ خطی استفاده کرده است و از این رو، دارای اشکالاتی است.
- تصحیح عاصم ابراهیم کیالی از پژوهشگران لبنان.

کیالی  به نسخه های خطی که از آن استفاده کرده است اشاره ای نکرده است و در تصحیح سلایق شخصی را بسیار به کاربرده است و تفاوت تصحیح او با نسخه های قدیمی فصوص بسیاراست.
- تصحیح علی شالچیان ناظر

این تصحیح به تازگی به اهتمام انتشارات سلوک ما منتشر شده است. مصحّح در مقدمه کتاب، بیان کرده است که در طی چندین سال، 13 نسخه خطی از فصوص الحکم به دست آورده است و از آن میان، 7 نسخه قدیمی‌تر را محور اصلیِ تحقیق و تصحیح قرارداده است و 6 نسخه دیگر را نیز مدنظر داشته است و بر حسب ضرورت، گزارش اجمالی از آن نسخه ها نیز داده است. خبرگزاری کتاب ایران (ایبنا) مصاحبه‌ای با ایشان در مورد این تصحیح انجام داده است.

## شروح کتاب
به خاطر اهمیت و ارزش والای آن تا کنون بیش از صد و ده شرح مختلف، به زبان‌های گوناگون، بر فصوص‌الحکم نوشته شده‌است. از جملهٔ مهم‌ترین این شروح عبارت است از:
- شرح جندی: این کتاب اولین[۵] شرح فصوص‌الحکم به‌حساب آمده، و اثر مؤیدالدین جندی است. وی در سال ۷۰۰ هجری درگذشته است.
- شرح کاشانی: این شرح را عبدالرزاق کاشانی (وفات: ۷۳۵) اندک زمانی پس از شرح جندی نگاشته و نسبت به اولی دارای بحث‌های کوتاه تری بوده و معانی کلمات مورد توضیح زیادتری قرار گرفته‌است.
- شرح قیصری. این شرح مشهورترین شرح فصوص  است و در اکثر حوزه‌های عرفانی تدریس می‌شود. این شرح با ترجمۀ محمد خواجوی در انتشارات مولیٰ تهران منتشر شده است.
- شرح بابارکنا
- شرح خواجه پارسا
- شرح جامی
- شرح نابلسی
- سید جلال الدین آشتیانی نیز مقدمه ای ارزشمند و وزین بر شرح فصوص الحکم‌ را در سال ۱۳۷۵ خورشیدی ، به چاپ رسانده.

نخستین شرح را بر فصوص به پارسی رکنای شیرازی نوشت، او از شاگردان داود قیصری بود. نخستین ردیه بر فصوص به قلم محمد بن عمر دمشقی بود و نخستین کتاب در نقض فصوص به قلم عمادالدین احمد بن ابراهیم واسطی حنبلی.
ابن تیمیه حرّانی نیز ردیه بر فصوص الحکم نوشت؛ و در ایران نیز علاء الدوله سمنانی بر آن ردیه نگاشت؛ به دلیل آنچه ایشان می‌گفتند کفر است؛ مثل آنچه ابن عربی نوشته بود العبد ربّ و الرب عبد.

## ترجمه‌ها
ترجمه انگلیسی این کتاب با نام The Seals of Wisdom منتشر شده‌است.
ترجمه فارسی فصوص الحکم:
- ترجمه فصوص الحکم محمد خواجوی، انتشارات مولیٰ
- ترجمه ۱۰ فص از ۲۷ فص فصوص الحکم، محمدعلی و صمد موحد، نشر کارنامه
- ترجمه فصوص الحکم (ترجمه تحقیقی)، علی شالچیان ناظر، انتشارات الهام. این ترجمه به اهتمام نویسنده علاوه بر بازنگری، به طور کامل، شرح داده شده است و در دو مجلد در 1238 صفحه با جلد سخت، در انتشارات سلوک ما در اوایل سال 1403 منتشر شده است.نویسنده در این شرح، کم و بیش اقوال مختلف شارحان فصوص را نیز موارد توجّه و نقد قرار داده است؛ و در موارد فراوانی، نکته‌هایی تحقیقی را به مخاطبان، عرضه کرده است که در شروح دیگر نیست و در نگارش این کتاب از بیش از سیصد منبع، استفاده شده است.

## پانوشته‌ها
1. ↑   ترجمه و شرح فصوص الحکم، به قلم علی شالچیان ناظر، ج1، ص 14.
2. ↑   ترجمه و شرح فصوص الحکم، به قلم علی شالچیان ناظر، ج1، ص 129- 128.
3. ↑   فصوص الحکم، ترجمه و شرح فصوص الحکم، به قلم علی شالچیان ناظر، ج1، ص 86.
4. ↑  http://ibna.ir/x6wSL
5. ↑  صفحه پنجاه و سه، مفاتیح‌الاعجاز فی شرح گلشن راز
6. ↑  «متن کامل کتاب». بایگانی‌شده از اصلی در ۶ اكتبر ۲۰۱۰. دریافت‌شده در ۲۸ آوریل ۲۰۰۸. تاریخ وارد شده در |archive-date= را بررسی کنید (کمک)